# Пуцари
Пуцари су насељено мјесто у општини Козарска Дубица, Република Српска, БиХ. Према попису становништва из 1991. у насељу је живјело 238 становника.

## Становништво
| Демографија | Демографија | Демографија |
| Година      | Становника  | Становника  |
| ----------- | ----------- | ----------- |
| 1948.       | 504         |             |
| 1953.       | 436         |             |
| 1961.       | 374         |             |
| 1971.       | 404         |             |
| 1981.       | 331         |             |
| 1991.       | 238         |             |